# 대한민국의 교육과정
이 문서는 대한민국의 교육과정에 대해 서술한다.

## 대한민국 정부 수립 이전

### 조선 후기 · 대한제국
한국의 근대적인 교육은 1894년 갑오개혁을 계기로 시작되었다고 볼 수 있다. 1881년에 조선 정부는 국방력 강화를 위해 별기군이 설치되었는데 이 과정에서 서양식 군사 훈련과 함께 어느 정도의 외국어 교육과 과학 교육이 실시되었다. 별기군의 이런 훈련은 1882년 임오군란으로 중단되었지만, 그 후에도 갑오개혁 전까지 여러 종류의 실험적인 시도가 있었다. 민간에서도 이러한 시도가 있었는데, 19세기 말에 천주교와 개신교 등이 포교를 위해 의료 및 교육 사업을 추진한 것이 대표적인 예이다. 당시 세워졌던 광혜원, 배재학당, 이화학당 등은 민간이 설립한 최초의 근대적인 교육 기관으로 볼 수 있으며, 정부 수립 후 볼 수 있는 대학교들의 기원이 되었다.
1894년 갑오개혁은 근대적인 국가 체제를 도입하면서 이러한 시도들을 국가 중심의 공교육으로 통합시켰는데, 이를 '갑오교육개혁'이라 부르기도 한다. 갑오교육개혁에 따라 국가 교육을 담당하는 기관인 학부가 신설되었으며, 1895년에는 초등 교육 기관인 소학교와 소학교의 교원을 양성하기 위한 사범학교가 생겼다. 이와 함께 다양한 형태의 사립학교가 등장하면서 1900년에는 사립학교법이 제정되었다.

### 일제 강점기
1910년의 한일 병합 조약으로 대한제국의 주권이 일본 제국으로 넘어 가면서 한국의 교육은 일본의 영향을 크게 받게 되었다. 일제가 직접적으로 한국의 교육에 관여한 것은 1911년 조선교육령의 시작이었는데, 소학교는 보통학교로 바뀌었고, 중등교육을 위한 고등보통학교와 중학교, 실업학교가 신설되었다.
- 제1차 조선교육령 (1911년 8월 23일)

제1차 조선교육령에서는 교육에 관한 칙어의 취지에 따라 충량한 국민을 육성하는 것과 시세와 민도에 맞도록 교수하는 것을 지침으로 하여 한국인과 일본인에 대한 차별적인 교육정책을 실시하였다. 이에 따라 초등교육기관인 보통학교의 수업 연한은 4년으로 하였으며 고등교육기관은 설치하지 않았다. 즉, 일제는 일본의 식민통치에 적절하게 복종하는 인간교육과 최소한의 사회적 능력만을 갖춘 인간을 양성하는 것을 목적으로 한 것이다.
그러나 1919년 3·1 운동이 일어나자 일제는 식민지정책을 문화정책으로 선회하고 1920년 1차 조선교육령을 수정하여 보통학교 수업 연한을 4년에서 6년으로 늘리게 되었다.
- 제2차 조선교육령 (1922년 2월 4일)

제2차 조선교육령에서는 일시동인(一視同仁)을 교육의 지표로 삼아 일본인과 조선인에게 같은 교육을 하는 것을 표방하였으나 사실 일제는 이미 조선에서 식민통치의 기반이 완성되었다고 보고, 동일한 제도 아래 같은 교육을 실시하는 일종의 동화정책에 불과한 것이었다.
초 · 중등학교 수업연한을 연장하여 보통학교는 6년, 고등보통학교는 5년, 여자고등보통학교는 4년 또는 5년을 기본으로 하였다. 또한 대학에 관한 규정을 새로 만들어 한국 안에서 고등교육기관의 설립을 가능하게 하였다. 이에 따라 1924년에는 고등교육기관인 경성제국대학이 설립되었다.
- 제3차 조선교육령 (1938년 3월 3일)

1937년에 발발한 중일전쟁으로 인해 일제가 한반도의 병참기지화 정책을 실시하게 되어 이에 맞춰 개편된 것이다.
제3차 조선교육령에서는 한국인의 전시동원을 위한 동화정책을 강화하였는데, 보통학교와 소학교, 고등보통학교와 중학교, 여자고등보통학교와 고등여학교로 각각 이원화되어 있던 학교명을 소학교, 중학교, 고등여학교로 통일하게 된다. 또한 조선어를 선택과목으로 낮추고 황국신민화 교육을 더욱 본격화하였다.
제3차 조선교육령은 1941년에 새로 개정되는데, 황국신민화 교육을 강화하는 것을 목적으로 한 것이었다. 국민의 기초적 연성이라는 목표 아래 소학교를 국민학교로 바꾸는 국민학교령을 공포하고 교과목을 국민과, 이수과, 체련과, 예능과, 직업과로 통합하였다.
- 제4차 조선교육령 (1943년 8월 3일)

제4차 조선교육령은 학교교육을 전시체제에 맞게 개편하는 것을 목적으로 하였다. 중학교와 고등여학교의 수업 연한을 4년으로 축소하였으며 조선어 과목을 아예 삭제하고 일본어 교육을 강화하기에 이른다. 중학교와 고등여학교의 경우에도 국민과, 이수과, 체련과, 예능과, 외국어과로 교과목을 통합하였으며 초중등학교에서는 체련과를 중시하였고 국민학교의 직업과도 함께 강화되었다.
교육령에 의한 교육제도를 실시하였다고는 하나 이것이 조선인의 진정한 교육을 위한 것은 아니라는 것은 자료에서 찾아볼 수 있는데, 조선총독부의 1944년 자료에 따르면 초등교육을 접할 기회가 있었던 사람은 전체 조선 주민의 13.8%에 불과했다고 한다.

### 교수요목기의 교육과정
- 시기 : 1945년 9월 ~ 1954년 3월

일제 강점기가 끝나고 해방이 되어 38도선 이남의 한국에는 미군이 주둔하여 군정을 하게 되었다. 당시 남한의 교육을 담당한 군정청 학무국에서는 일제 강점기의 교육과정을 사용하지 말 것을 지시한 채로 새 교육과정과 교과서를 내놓지는 못하고 '교수요목 제정위원회'를 조직하여 교수요목을 제정하고 교과서를 만드는 일에 착수한다.
교수요목기에는 교과의 지도 내용을 상세히 표시하고, 기초 능력을 배양하는 데에 힘을 실었으며 분과주의를 채택하여 체계적인 지도와 지력(知力)의 배양에 중점을 두었다. 또한 홍익인간의 정신에 입각하여 애국 애족의 교육을 강조했으며, 일제 강점기의 잔재를 정신 · 생활면에서 제거하는 데 노력을 기울였다.
그러나 당시의 교수요목은 이를 제정하는 데 시간적 여유가 없어 각 교과별로 가르칠 주제를 단순히 열거하는 데 불과하였고, 내용과 수준이 학생들의 지적능력에 비해 너무 높았다는 평을 듣고 있다. 또한 교과목별 수업시간을 보면 교수요목에 준하고 있으나 교육과정 운영은 학교장에게 융통성을 발휘하게 하였으므로, 운영의 실제에 있어서는 학교마다 상당한 차이가 있었다.

## 대한민국 정부 수립 이후
미군정 시대에 시급히 만든 교과과정을 문교당국은 한국전쟁 후 전면 개편하려 했다. 그 결과 1954년에 ‘교육과정 시간배당 기준령’을 제정하고, 이듬해 새 교육과정을 공포하였다.
1953년 문교부는 교육법 155조에 규정된 교과과정 시간배당을 심의하기 위해 교육과정 연구위원회와 각 과 교수요목 제정심의회를 소집하고, 각급 학교의 시간배당기준표를 작성하여 이듬해 문교부령 35호로 공포하였다.
1949년 12월의 제1차 교육과정의 개정 이래 1987~1988년의 제5차 교육과정의 개정까지에서 교과과정은 각급 학교별로 수차례의 개편을 겪었다. 제4차 교육과정 개정에서는 중학교에 매주 1시간의 자유선택 교과시간을 신설하여 종교재단이 설립한 학교에서는 종교교육을 시킬 수 있도록 하였고 그 밖의 학교에서는 교장 훈화나 학생들이 필요로 하는 특별교과활동을 학교장 재량으로 실시할 수 있게 하였는데, 이는 광복 후 최초의 일이었다.

### 제1차 교육과정
- 시기 : 1954년 4월 ~ 1963년 1월

1954년 4월 20일 문교부령 제35호로 '교육과정 시간 배당 기준령'이 제정 · 공포되었으며 법령상의 명칭은 '교과과정'이었다.
1차 교육과정은 교과중심 교육과정이었다. 1947년 당시의 교수요목은 임시방편으로서의 성격을 지녔기 때문에 대한민국 정부가 수립되고 교육법이 제정됨에 따라 기존의 교과를 기본으로 하여 최초로 우리 손으로 만든 국가수준 교육과정 체제를 확립하였다. 이 교육과정에서는 학습자의 경험과 생활을 중요시하는 생활중심 교육과정의 개념이 들어있는데, 이런 특색은 미국의 진보주의 교육사조와 신교육운동의 영향을 받은 것이며 생활중심 단원으로 부르기도 했다.
1차 교육과정은 전쟁으로 파괴된 국가를 재건하기 위해 현실생활을 개선하고 향상시킬 사회 개선의 의지를 강조하였으며 정부 수립 후 제정하고 공포한 교육법의 교육 목적을 달성하기 위한 교육과정을 목표로 하였다. 또한 반공교육, 도의교육, 실업교육을 강조하였고 특별활동시간을 최초로 배정했다는 점에서 특징을 찾을 수 있다.
편제에 있어서는 교과활동과 특별활동의 두 영역을 편성하였고 교과 구성과 시간 배당 기준을 설정하였다. 국민학교의 교과과정은 국어, 사회생활, 산수, 자연, 체육, 음악, 미술, 실과의 8과목으로 구성하였고, 교과 이외에 특별활동 시간도 편성했다. 도덕교육 용으로 제작한 교과서 '초등도의'에 반공에 관한 내용을 담아서 학교에서 수업 시간에 활용하도록 하였으나, 도덕을 과목으로 설정하거나 도덕교육 시간을 따로 편성하지는 않았다. 또한 필수과목과 선택과목으로 교과목을 설정하기 시작하였으며 지금과 비슷하게 인문계 고교와 실업계 고교의 교과 구성에 있어 필수 교과는 동일하고 선택 과목을 달리하면서 공동의 목표 달성과 각 학교의 개성을 신장시키는 데에 노력하였다.

### 제2차 교육과정
- 시기 : 1963년 2월 ~ 1973년 1월

2차 교육과정은 1차 교육과정의 수립 당시 사회의 비정상성, 체제의 미흡함을 들어 경험중심 교육과정을 중심으로 개정하게 된다. 2차 교육과정은 교육과정을 '학교의 지도 하에 학생들이 가지는 경험의 총체'로 파악하여 자주성, 생산성, 유용성을 내용면에서 강조하고 교육과정 운용에 있어 지역성을 강조하여 각 지역사회의 자원을 학습 경험에 이용할 수 있도록 하고 있다. 또한 그 적용은 지역사회의 실정에 맞도록 재구성하여 융통성과 신축성을 기하도록 하였다.
편제상 2차 교육과정은 1차 교육과정에서 교과과정이라는 용어를 사용하여 교과의 활동만을 강조한 것에 비해 교육과정이라는 용어를 사용하여 일련의 체계를 갖추게 된 교육과정이었으며 교육과정을 전개함에 있어 체계성을 두어 총론과 각론으로 구성하였다. 또한 단위제와 과정별로 선택과정을 두어 인문, 자연, 직업과정의 선택과목을 마련하였다.
그러나 개념적인 수준에서 학교 교육을 규정했을 뿐이고, 실제 교육면에 있어서는 여전히 교과중심 교육과정을 진행하였다는 한계점이 있었다.
국민학교 교육과정 편제를 교과, 반공도덕, 특별활동으로 구성하여서 1차교육과정시기에 교과서 '초등도의'가 편찬되는 데에서 그친 도덕교육이 정식으로 학교교육과정으로 편입되었다. 그러나 '반공도덕'이라는 과목 이름에서 알 수 있듯이 교과의 본래 목적인 도덕 교육보다는 반공교육에 중점을 두었다. 특히 반공도덕은 수업시간을 매주 월요일 1교시로 고정했다.

### 제3차 교육과정
- 시기 : 1973년 2월 ~ 1981년 12월

3차 교육과정은 학문중심으로 이루어졌으며 교국사교육강화위원회가 구성되었다. 이 위원회에서 국사과를 독립시키고 모든 학교에서 필수 과목으로 할 것을 건의했는데, 이것이 3차 교육과정에 반영되었다. 국사 교과서는 국정 교과서가 되었다. 국사 내용면에서 국난극복 측면이 강조되어 '국난극복사'를 별도로 편찬하여 학교에 배포하기도 하였다.
국민학교 교육과정 편제가 교과, 특별활동으로 개편되면서 반공도덕생활 영역은 '도덕'교과가 되었다. 도덕 과목의 중요도를 국어보다 앞에 두어서 국민학교 교과는 도덕, 국어, 사회, 산수, 자연, 체육, 음악, 미술, 실과로 9과목이 되었다.

### 제4차 교육과정
- 시기 : 1982년 1월 ~ 1987년 6월

4차 교육과정은 인간중심교육으로 이루어졌다. 정부의 과외금지조치에 따라 재학생의 과외 교습과 입시 목적의 학원 수강이 법으로 금지되었다.
당시 국민학교에 통합교과서(교육과정은 각 과목마다 따로 구성)가 도입되어 초등학교 1~2학년에 바른 생활(도덕+국어+사회), 슬기로운 생활(산수+자연), 즐거운 생활(체육+음악+미술)이라는 교과서가 처음으로 나왔다. 국민학교의 주당 수업시간은 1학년이 23시간, 2학년이 24시간, 3학년에 27시간, 4학년이 30시간, 5학년과 6학년은 32시간이었다.
교육과정 전반에서 반공 교육을 강조하여 도덕 교과의 경우 교과서 내용의 50% 이상을 반공에 관한 내용으로 구성하였고, 국어 교과서의 읽기 제재와 음악 교과서의 노래부르기 제재에 6.25전쟁, 반공 관련 내용을 삽입하였다.

### 제5차 교육과정
- 시기 : 1987년 7월 ~ 1992년 9월

5차 교육과정은 통합중심교육으로 이루어졌다. 과외금지조치가 해제되었다.
1987년에 고시한 교육과정에 맞추어 제작된 교과서는 1989년에 국민학교 1~3학년, 중학교 1학년, 1990년에 국민학교 4~6학년과 중학교 2학년, 고등학교 1학년, 1991년에 중학교 3학년과 고등학교 2학년, 1992년에 고등학교 3학년에 적용되었다.
- 국민학교 교육과정

1987년 민주화를 계기로 교육과정에 민주주의와 관련된 내용이 늘어났고, 6.25전쟁과 반공을 주제로 한 국어과의 읽기 제재, 음악과의 노래부르기 제재가 새 교과서에서 삭제되었다.
국민학교 교육과정에 한 과목을 여러 교과서로 배우는 체제가 도입되어 3~6학년의 교과서가 도덕(도덕, 생활의 길잡이), 국어(말하기·듣기, 읽기, 쓰기), 사회(사회, 사회과탐구), 산수(산수, 산수익힘책), 자연(자연, 실험관찰), 체육, 음악, 미술, 실과(실과, 실습길잡이)로 늘어났다.
1~2학년에서 배우는 통합교과서는 교육과정 차원에서 통합되어 1~2학년 교육과정이 우리들은 1학년(1학년 3월 한 달), 국어, 산수, 바른생활(도덕+사회), 슬기로운 생활(자연), 즐거운 생활(체육+음악+미술)로 통합되었다. 이에 따라 국민학교 교육과정에서 1~2학년과 3~6학년의 내용이 달라졌다.
- 중학교 교육과정

이전 교육과정의 중학교에서 남학생들만 배우던 기술·산업 교과와 여학생들만 배우던 가정·가사 교과가 통합되어 기술·가정 교과가 새로 만들어졌다. 다만, 중학교에 교육과정이 적용되는 1990년에도 남학교는 기술·산업을, 여학교는 가정·가사를 편성하고 남녀공학인 학교에서만 기술·가정 교과를 편성하였다. 1991년 중학교 입학생부터는 남학교, 여학교, 남녀공학의 구분 없이 기술·가정 교과를 적용하였다. 고등학교에서는 남학생에게 기술·산업, 여학생에서 가정·가사 수업을 그대로 진행하였다.
- 고등학교 교육과정

고등학생들의 군사 훈련을 목적으로 제작된 '교련' 교과서의 편찬 주체가 국방부에서 교육부로 변경되었고, 문민정부가 출범한 1993년에 교련 교과의 교육과정을 전면적으로 수정하여 안보교육을 제외한 군사훈련부분을 삭제하고 사회봉사활동으로 대체하였다. 교육과정 수정과 더불어 교과서를 수정하여 배포하였고, 새 교육과정과 교과서는 1994년부터 모든 고등학생들에게 일괄적으로 적용하도록 하였다. 또한 군 간부가 퇴직 후 교련 교사가 되는 것을 금지하였고, 이에 따라 부족해진 교련 교과 교사의 수급을 위해 한시적으로 정년퇴임한 교련 교사가 1년 단위 기간제 교사로 학교에 계속 근무하도록 하였다.

### 제6차 교육과정
- 시기 : 1992년 10월 ~ 1997년 12월

6차 교육과정은 21세기 미래상을 위한 교육으로 이루어졌다. 1994년에 대학입학시험이 기존 학력고사에서 대학수학능력시험으로 바뀌었으며, 1996년에 초등교육기관의 명칭이 '국민학교'에서 '초등학교'로 바뀌었다.
제6차 교육과정에 따른 교과서는 1995년에 국민학교 1~2학년, 중학교 1학년, 1996년에 초등학교 3~4학년과 중학교 2학년, 고등학교 1학년, 1997년에 초등학교 5~6학년과 중학교 3학년과 고등학교 2학년, 1998년에 고등학교 3학년에 적용되었다.
지방 교육자치가 부활하면서 지역별 교육과정, 학교별 교육과정이 도입되었다.
지역별 교육과정으로는 초등학교 1학년이 3월 한 달 동안 배우는 '우리들은 1학년' 교과의 교육과정을 전국 각 지역 시도교육청에서 자율로 구성할 수 있도록 하였다. 그러나 실제로는 대부분의 시, 도 교육과정의 내용이 비슷하여 교육과정 자율의 의미가 퇴색하였고, 1997년 제7차 교육과정에서 다시 국가 수준 교육과정으로 바꾸었다.
학교별 교육과정으로는 초등학교에 학교재량시간을 주당 1시간 씩, 중학교에 주당 3시간 씩 선택 교과(한문, 환경 등)를 편성하도록 하였다. 그러나 1996년에 갑자기 초등학교에 영어교과를 도입하여 1997년 3학년부터 순차적으로 적용하게 함으로써 학교재량 시간이 사실상 폐지되었고, 중학교 선택 교과의 경우 대부분의 학교가 기존의 필수 과목이었던 한문을 선택함으로써 학교별 교육과정의 의미가 퇴색하였다.
환경에 대한 관심이 증가하여 교육과정에 반영됨으로써 초등학교 6학년 과학 교과에 환경 단원을 추가 신설하였고, 중학교에 환경 교과를 선택할 수 있게 하였다. 그러나 실제로 환경 교과를 선택한 중학교는 많지 않았다.
- 초등학교 교육과정

초등학교 산수, 자연 과목이 수학, 과학으로 바뀌었고 이에 따라 산수 과목의 보조 교과서인 산수익힘책이 수학익힘책으로 바뀌었다. 초등학교 1~2학년과 3~6학년 교육과정의 연계를 강조하여 바른생활은 도덕으로, 슬기로운 생활은 사회, 과학, 실과로, 즐거운 생활은 체육, 음악, 미술로 연계됨을 명확히 하였다. 이에 따라 교과 순서가 도덕, 국어, 사회, 수학, 과학, 실과, 체육, 음악, 미술로 바뀌었다.
도덕 교과의 수업을 주당 2시간에서 1시간으로 줄였고, 교육과정 체계를 기존의 개인생활, 가정과 이웃생활, 사회생활, 국가와 안보생활에서 개인생활, 가정과 이웃생활, 사회생활, 국가생활로 변경하여 공식적으로 도덕 교과에서 반공과 안보 관련 내용을 삭제하였다.
실과 교과를 기존 교육과정에서는 1~2학년 통합교과와의 연계가 없이 4학년부터 배우도록 하였으나, 6차 교육과정에서 슬기로운 생활과 연계하여 3학년부터 배우도록 개정하면서 수업 시간을 주당 2시간에서 주당 1시간으로 줄였고 보조 교과서인 실습 길잡이를 폐지하였다.
도덕 교과와 실과 교과를 1시간 씩 줄이고 주당 1시간의 학교 재량 시간을 신설함으로써 초등학교 3~6학년의 전체 수업 시수가 1시간 줄었으나, 영어교육을 주당 2시간 씩 실시하고 학교 재량 시간을 사실상 폐지함으로써 수업 시수가 기존 교육과정과 똑같아졌다.

### 제7차 교육과정
- 시기 : 1998년 1월 ~ 2007년 2월

7차 교육과정은 학생중심교육으로 이루어졌다. 국민공통기본교육기간을 설정하여 초등학교 1학년부터 고등학교 1학년까지의 10년 동안 모든 학교에서 같은 교육을 받을 수 있도록 했고, 이후 2년간의 선택중심교육기간에는 선택교과를 선택해 교육받을 수 있도록 하였다. 또한 국어과에는 보충 · 심화형을, 수학과와 외국어과에는 단계형 교육과정을 채택해 수업할 수 있도록 하였다.
또한, 2004학년도부터는 부분적으로 주 5일 수업제가 정식으로 도입되었다. 한편, 2005학년도에서는 최초로 매월 4번째 토요일을 대상으로 월 1회 도입되었으며, 2006학년도부터는 매월 2, 4번째 토요일을 대상으로 월 2회로 확대되었다.

### 제7차 이후 교육과정 수시 개정
교육과학기술부(현 교육부)에서는 7차 교육과정을 마지막으로 8차 교육과정처럼 교육과정을 더 이상 전면적 또는 일률적으로 개정하지 않고, 수시로 부분적으로 개정하기로 하였다. 이후로 개정된 교육과정은 다음과 같다.
바꾼 뒤 개정된 4번째 교육과정이다. 초등학교 3, 4학년의 교과서를 새로 만들었으며, 초등학교 영어 수업 시간을 늘였다. 또한 중학교 1학년의 수학 교과서와 영어 교과서에서 단계형을 없애 통합하였으며, 수학은 수학과 수학 익힘책, 영어는 영어와 English Activities로 교과서를 나누었다. 또한 국어, 도덕, 역사 교과서가 국정 교과서 체제에서 검인정 교과서 체제로 변화했다.
체육 과목을 필수 과목으로 지정하고 10학년 과학, 역사 과목 수업을 주당 한 시간씩 늘렸고 사회와 역사 과목을 독립시켜 시수를 보장하였다.

#### 2009 개정 교육과정
2009 개정 교육과정은 학기당 이수과목을 최대 5과목 줄이고 교과 집중이수제를 도입해 예·체능 등의 과목을 특정 학기에 몰아서 수업하며 학교 자율에 따라 교육과정을 20% 범위 내에서 증감 운영할 수 있게 했다. 또한, 예·체능을 등급으로 표기하기 않고 우수/보통/미흡의 3단계로 기록한다. 국민공통적 성격이 강한 10학년 사회, 도덕 과목을 폐지하여 심화과목에 편입하거나 중3과정으로 편입하기로 했다. 학년군·교과군을 고려하여 전체 교과 내용을 약 20% 감축했다. 교과별로 특성화된 교실을 마련해 수업하는 '교과교실제', 쪼개진 시간을 블록(block)으로 모아 집중해 가르치는 '집중이수제' 등도 활성화될 전망이다.

#### 2015 개정 교육과정
2015 개정 교육과정의 특징은 '문이과 통합교육과정'이라는 것이 있다. 또한 SW(소프트웨어)와 관련된 수업도 강화하였다.

#### 2022 개정 교육과정
2022 개정 교육과정의 특징은 '고교학점제'이다. 고교학점제는 학생이 기초 소양과 기본 학력을 바탕으로 진로, 적성에 따라 과목을 선택하고, 학점을 취득하여 졸업하는 제도다.

## 같이 보기
- 교육과정
- 대한민국의 교육
- 대한민국의 교육 제도
- 대한민국의 초등학교 교과목
- 대한민국의 중학교 교과목
- 대한민국의 고등학교 교과목
  - 대한민국의 역대 고등학교 교과목